# Lídia Pereira
Pour les articles homonymes, voir Pereira.
Ana Lídia Fernandes Oliveira Pereira, née le 26 juillet 1991 à Coimbra, est une femme politique portugaise.
Membre du Parti social-démocrate, elle est vice-présidente des Jeunes du Parti populaire européen en 2017 et présidente depuis 2018. Elle siège au Parlement européen depuis 2019.